# John Waters
John Waters (* 22. dubna 1946 Baltimore) je americký režisér, scenárista, herec, spisovatel a výtvarník.
Svůj první film natočil v roce 1964, šlo o sedmnáctiminutový snímek bez dialogů (pouze s hudbou) natočený na černobílý 8 mm film. Později natočil delší krátkometrážní filmy Roman Candles (1966, 40 minut) a Eat Your Makeup (1968, 45 minut) a v roce 1969 první celovečerní film Mondo Trasho. Mezi jeho další filmy patří Multiple Maniacs (1970), Pink Flamingos (1972), Cry-Baby (1990) a Šest vražd stačí, maminko! (1994). Kromě svých vlastních filmů hrál například ve snímcích Něco divokého (1986), Sladký ničema (1999), Chuckyho sémě (2004) a Jackass 2 (2006), hostoval například v seriálech Simpsonovi (Homerova fobie) a Jmenuju se Earl, a vystupoval v dokumentech This Film Is Not Yet Rated (2006) a The Velvet Underground (2021). Dlouhodobě se věnuje také výtvarné činnosti, často tvoří obrazy a instalace založené na fotografiích. Vystavoval například v Novém muzeu v New Yorku, kde v roce 2004 proběhla retrospektiva jeho díla, a v Gagosianově galerii v Los Angeles. Napsal několik knih, v roce 2022 vydal svůj první román Liarmouth. Od roku 2023 má hvězdu na Hollywoodském chodníku slávy.